# Tour de France 1999
Le Tour de France 1999 est la 86e édition du Tour de France cycliste. Il se tient du 3 au 25 juillet 1999 sur 20 étapes pour 3 686,8 km. Le départ du Tour a lieu au Puy du Fou ; l'arrivée se juge aux Champs-Élysées à Paris.
Ce Tour n'a pas de vainqueur attribué. Lance Armstrong, le vainqueur initial, est déclassé en 2012 pour dopage de tous ses résultats obtenus depuis le 1er août 1998. Cette édition 1999 est la première des sept consécutives qu'il aurait remportées jusqu'à 2005.
L'Allemand Erik Zabel remporte le maillot vert du classement par points sans gagner d'étape. Le sprinter italien Mario Cipollini obtient quatre victoires d'étapes consécutives en première semaine. Le Français Richard Virenque remporte pour la cinquième fois le maillot à pois de meilleur grimpeur.

## Parcours
L’habituel prologue du Tour de France se déroule au Puy du Fou le 3 juillet 1999. S’ensuivent trois étapes à travers les Pays de la Loire dont, notamment, la traversée du passage du Gois au 80e kilomètre de l’étape Challans-Saint-Nazaire. Le Tour continue ensuite dans la région Centre, en Picardie, dans le Nord et en Lorraine pour quatre étapes promises aux sprinteurs, avant le premier contre-la-montre individuel de 56 km autour de Metz.
Un long transfert jusqu’au Grand-Bornand annonce la traversée des Alpes en deux étapes. La neuvième étape relie Le Grand-Bornand à Sestrières, en Italie, avec, notamment, le passage du col du Galibier, 2 642 mètres et point culminant de ce Tour. L’étape suivante relie Sestrières à la station de l’Alpe d’Huez via les cols du Mont-Cenis et de la Croix-de-Fer, tous deux dépassant à nouveau 2 000 mètres d’altitude.
Quatre étapes promises aux baroudeurs permettent de rejoindre le massif pyrénéen via le massif central. Les cols de Menté et de Peyresourde sont au programme de la première étape pyrénéenne entre Saint-Gaudens et Piau-Engaly, tandis que le col du Tourmalet et le col du Soulor sont les difficultés du lendemain entre Lannemezan et Pau.
Deux étapes de plaine à travers l’Aquitaine et Poitou-Charentes précèdent le contre-la-montre individuel du Futuroscope, avant la traditionnelle dernière étape dont l’arrivée est jugée sur l’avenue des Champs-Elysées, à Paris.

## Participation

### Sélection des équipes
La liste des seize premières équipes qualifiées sur la base du classement UCI au 31 décembre 1998 est annoncée en février. Il s'agit des équipes Festina, Cofidis, Crédit agricole, Casino, Mapei, Mercatone Uno, Polti, ONCE, Banesto, Telekom, Kelme, TVM, Rabobank, Lotto, Saeco et Vitalicio Seguros.
Les wild-cards complétant cette sélection sont attribuées au mois de juin. Après les affaires de dopage qui ont marqué le Tour de France 1998 la direction de la course a annoncé, lors de la présentation du parcours de ce Tour en novembre, son intention d'écarter coureurs et équipes impliqués dans des affaires de dopage. L'équipe TVM, qui fait l'objet d'une enquête menée par le parquet de Reims, est ainsi écartée. Cinq équipes sont invitées : US Postal, Vini Caldirola, Lampre, BigMat-Auber 93 et La Française des Jeux.
Plusieurs coureurs et membres de l'encadrement d'équipes sont déclarés « indésirables » par l'organisation du Tour. C'est notamment le cas de Richard Virenque, leader de l'équipe Festina exclue du Tour en 1998, mis en examen et qui continue de nier s'être dopé. La présence des coureurs Laurent Roux (Casino) et Philippe Gaumont (Cofidis), ainsi que du manager et du médecin de l'équipe Once, Manolo Saiz et Nicolas Terrados, n'est pas non plus souhaitée par la direction. Le tenant du titre Marco Pantani, exclu du récent Tour d'Italie en raison d'un hématocrite supérieur à 50 %, a fait part de son intention de ne pas participer ; la présence de son équipe, la Mercatone Uno, n'est donc pas remise en cause. Cependant, l'Union cycliste internationale saisie par Richard Virenque et Manolo Saiz annule la décision de la Société du Tour pour un vice de forme et les autorise à prendre part au Tour,.
Entre-temps, l'équipe italienne Vini Caldirola est à son tour écartée après que son coureur Serhiy Honchar a été contrôlé avec un hématocrite supérieur à 50 % lors du Tour de Suisse. Elle est remplacée par une autre équipe italienne, Cantina Tollo.
Vingt équipes participent donc à ce Tour de France :
| Groupes sportifs I (19)- Cofidis-Le Crédit par Téléphone - Mercatone Uno-Bianchi - Deutsche Telekom - Mapei - Rabobank - ONCE-Deutsche Bank - Polti - Saeco-Cannondale - Lotto-Mobistar - Casino - Lampre-Daikin - Kelme-Costa Blanca - Vitalicio Seguros-Grupo Generali - Crédit agricole - Festina-Lotus - La Française des jeux - Banesto - Cantina Tollo-Alexia Alluminio - US Postal Service Groupe sportif II- BigMat-Auber 93 |
| |

### Principaux coureurs et favoris du Tour
Jan Ullrich et Marco Pantani sont les grands absents de cette édition. Ce Tour ne compte aucun vainqueur au départ. Parmi les favoris on compte plusieurs placés dans les tours précédents, notamment Richard Virenque, troisième en 1996 et deuxième en 1997, Abraham Olano, Alex Zülle, Bobby Julich.

## Déroulement de la course
L'Américain Lance Armstrong gagne son premier Tour de France  après avoir vaincu le cancer. Ce Tour, comme les six suivants, lui sera retiré pour cause de dopage, que lui-même avouera. Il surclasse ses adversaires dès le prologue, confirme lors du contre-la-montre de Metz et affirme définitivement sa suprématie dans l'étape de Sestrières.
Le Tour emprunte le fameux passage du Gois reliant l'île de Noirmoutier au continent. À l'occasion de cette traversée, une chute collective coupe le peloton en deux parties, rejetant plusieurs favoris à l'arrière. Le Suisse Alex Zülle affiche plus de six minutes de retard.
L'Italien Mario Cipollini obtient quatre victoires consécutives au sprint. L'un de ses succès, à Blois, est signé à l'issue d'une étape record : 50,355 km/h de moyenne.
D'abord exclu, puis repêché par l'UCI, Richard Virenque remporte un nouveau Grand prix de la montagne.
À noter que c'est le deuxième Tour de France sans victoire d'étape française après celui de 1926.

## Lutte antidopage

### Abandon de Christophe Bassons
Une polémique autour du dopage se développe autour du coureur Christophe Bassons. Celui-ci tient une chronique dans le journal Le Parisien où il clame haut et fort « rouler à l'eau claire ». Ces déclarations sont mal perçues dans le peloton. C'est Lance Armstrong lui-même qui le pousse à l'abandon et déclare : « S'il pense que le cyclisme fonctionne comme cela, il se trompe et c'est mieux qu'il rentre chez lui ». (L'Équipe 17 juillet 1999)

### Tests positifs de Lance Armstrong
Lance Armstrong est contrôlé positif aux corticoïdes mais n'est pas sanctionné grâce à un certificat médical présenté a posteriori. Armstrong reconnaîtra que ce certificat était antidaté.
Le 23 août 2005, à la suite d'une enquête du journal L'Équipe, et l'analyse de six échantillons d'urine, il apparaît que Lance Armstrong s'est dopé à l'EPO au cours de ce Tour. Les six échantillons d'urine se sont révélés positifs, notamment ceux prélevés lors du prologue et de l'étape de Sestrières remportés par Armstrong.
Le 22 octobre 2012, l'UCI déchoit Lance Armstrong de sa victoire pour dopage, à la suite du rapport émis par l'Agence américaine antidopage.

## Étapes
Disqualifié en 2012 pour plusieurs infractions à la réglementation antidopage, Lance Armstrong avait remporté quatre étapes de ce Tour de France : le prologue, les deux étapes contre la montre et la première étape de montagne. Il a porté le maillot jaune à l'issue des deux premiers jours de course, puis de la huitième à la dernière étape.
| Étape,    | Date       | Villes étapes                       |                             | Distance (km)         | Vainqueur d’étape     | Leader du classement général |
| --------- | ---------- | ----------------------------------- | --------------------------- | --------------------- | --------------------- | ---------------------------- |
| Prologue  | 3 juillet  | Puy du Fou – Puy du Fou             | Contre-la-montre individuel | 7                     | Lance Armstrong       | Lance Armstrong              |
| 1re étape | 4 juillet  | Montaigu – Challans                 | Étape de plaine             | 203                   | Jaan Kirsipuu         | Lance Armstrong              |
| 2e étape  | 5 juillet  | Challans – Saint-Nazaire            | Étape de plaine             | 176                   | Tom Steels            | Jaan Kirsipuu                |
| 3e étape  | 6 juillet  | Nantes – Laval                      | Étape de plaine             | 194,5                 | Tom Steels            | Jaan Kirsipuu                |
| 4e étape  | 7 juillet  | Laval – Blois                       | Étape de plaine             | 194,5                 | Mario Cipollini       | Jaan Kirsipuu                |
| 5e étape  | 8 juillet  | Bonneval – Amiens                   | Étape de plaine             | 233,5                 | Mario Cipollini       | Jaan Kirsipuu                |
| 6e étape  | 9 juillet  | Amiens – Maubeuge                   | Étape de plaine             | 171,5                 | Mario Cipollini       | Jaan Kirsipuu                |
| 7e étape  | 10 juillet | Avesnes-sur-Helpe – Thionville      | Étape de plaine             | 227                   | Mario Cipollini       | Jaan Kirsipuu                |
| 8e étape  | 11 juillet | Metz – Metz                         | Contre-la-montre individuel | 56,5                  | Lance Armstrong       | Lance Armstrong              |
|           | 12 juillet | Le Grand-Bornand                    | Jour de repos               | Journée de repos no 1 | Journée de repos no 1 | Journée de repos no 1        |
| 9e étape  | 13 juillet | Le Grand-Bornand – Sestrières (ITA) | Étape de montagne           | 213,5                 | Lance Armstrong       | Lance Armstrong              |
| 10e étape | 14 juillet | Sestrières (ITA) – L'Alpe d'Huez    | Étape de montagne           | 220,5                 | Giuseppe Guerini      | Lance Armstrong              |
| 11e étape | 15 juillet | Le Bourg-d'Oisans – Saint-Étienne   | Étape de moyenne montagne   | 198,5                 | Ludo Dierckxsens      | Lance Armstrong              |
| 12e étape | 16 juillet | Saint-Galmier – Saint-Flour         | Étape de moyenne montagne   | 201,5                 | David Etxebarria      | Lance Armstrong              |
| 13e étape | 17 juillet | Saint-Flour – Albi                  | Étape de moyenne montagne   | 236,5                 | Salvatore Commesso    | Lance Armstrong              |
| 14e étape | 18 juillet | Castres – Saint-Gaudens             | Étape de plaine             | 199                   | Dimitri Konyshev      | Lance Armstrong              |
|           | 19 juillet | Saint-Gaudens                       | Jour de repos               | Journée de repos no 2 | Journée de repos no 2 | Journée de repos no 2        |
| 15e étape | 20 juillet | Saint-Gaudens – Piau-Engaly         | Étape de montagne           | 173                   | Fernando Escartín     | Lance Armstrong              |
| 16e étape | 21 juillet | Lannemezan – Pau                    | Étape de montagne           | 192                   | David Etxebarria      | Lance Armstrong              |
| 17e étape | 22 juillet | Mourenx – Bordeaux                  | Étape de plaine             | 200                   | Tom Steels            | Lance Armstrong              |
| 18e étape | 23 juillet | Jonzac – Futuroscope                | Étape de plaine             | 187                   | Gianpaolo Mondini     | Lance Armstrong              |
| 19e étape | 24 juillet | Futuroscope – Futuroscope           | Contre-la-montre individuel | 57                    | Lance Armstrong       | Lance Armstrong              |
| 20e étape | 25 juillet | Arpajon – Paris - Champs-Élysées    | Étape de plaine             | 143,5                 | Robbie McEwen         | Lance Armstrong              |

## Classements

### Classement général final
Lance Armstrong, initialement vainqueur de ce Tour, a parcouru les 3 686,8 km en 91 h 32 min 16 s, ce qui a fait de lui le premier vainqueur du Tour à une vitesse moyenne supérieure à 40 km/h (40,276 km/h). Il est disqualifié en 2012 et son titre n'est pas attribué à un autre coureur.
| Classement général | Classement général            | Classement général | Classement général               | Classement général |
|                    | Coureur                       | Pays               | Équipe                           | Temps              |
| ------------------ | ----------------------------- | ------------------ | -------------------------------- | ------------------ |
| 1er                | Lance Armstrong Place vacante | États-Unis —       | US Postal Service —              |                    |
| 2e                 | Alex Zülle                    | Suisse             | Banesto                          | + 7 min 37 s       |
| 3e                 | Fernando Escartín             | Espagne            | Kelme-Costa Blanca               | + 10 min 26 s      |
| 4e                 | Laurent Dufaux                | Suisse             | Saeco-Cannondale                 | + 14 min 43 s      |
| 5e                 | Ángel Casero                  | Espagne            | Vitalicio Seguros-Grupo Generali | + 15 min 11 s      |
| 6e                 | Abraham Olano                 | Espagne            | ONCE-Deutsche Bank               | + 16 min 47 s      |
| 7e                 | Daniele Nardello              | Italie             | Mapei-Quick Step                 | + 17 min 2 s       |
| 8e                 | Richard Virenque              | France             | Polti                            | + 17 min 28 s      |
| 9e                 | Wladimir Belli                | Italie             | Festina-Lotus                    | + 17 min 37 s      |
| 10e                | Andrea Peron                  | Italie             | ONCE-Deutsche Bank               | + 23 min 10 s      |
| 11e                | Kurt Van De Wouwer            | Belgique           | Lotto-Mobistar                   | + 23 min 32 s      |
| 12e                | David Etxebarria              | Espagne            | ONCE-Deutsche Bank               | + 26 min 41 s      |
| 13e                | Tyler Hamilton                | États-Unis         | US Postal Service                | + 26 min 53 s      |
| 14e                | Stéphane Heulot               | France             | La Française des Jeux            | + 27 min 58 s      |
| 15e                | Roland Meier                  | Suisse             | Cofidis-Le Crédit par Téléphone  | + 28 min 44 s      |
| 16e                | Benoît Salmon                 | France             | Casino                           | + 28 min 59 s      |
| 17e                | Alberto Elli                  | Italie             | Deutsche Telekom                 | + 33 min 39 s      |
| 18e                | Paolo Lanfranchi              | Italie             | Mapei-Quick Step                 | + 34 min 14 s      |
| 19e                | Carlos Alberto Contreras      | Colombie           | Kelme-Costa Blanca               | + 34 min 53 s      |
| 20e                | Georg Totschnig               | Autriche           | Deutsche Telekom                 | + 37 min 10 s      |
| 21e                | Mario Aerts                   | Belgique           | Lotto-Mobistar                   | + 39 min 21 s      |
| 22e                | Giuseppe Guerini              | Italie             | Deutsche Telekom                 | + 39 min 29 s      |
| 23e                | Gianni Faresin                | Italie             | Mapei-Quick Step                 | + 40 min 28 s      |
| 24e                | Álvaro González de Galdeano   | Espagne            | Vitalicio Seguros-Grupo Generali | + 47 min 20 s      |
| 25e                | Marcos Serrano                | Espagne            | ONCE-Deutsche Bank               | + 51 min 9 s       |
| modifier           |                               |                    |                                  |                    |

### Classements annexes finals
| Classement par points | Classement par points | Classement par points | Classement par points          | Classement par points |
| --------------------- | --------------------- | --------------------- | ------------------------------ | --------------------- |
|                       | Coureur               | Pays                  | Équipe                         | Point(s)              |
| 1er                   | Erik Zabel            | Allemagne             | Deutsche Telekom               | 327 points            |
| 2e                    | Stuart O'Grady        | Australie             | Crédit agricole                | 275 pts               |
| 3e                    | Christophe Capelle    | France                | BigMat-Auber 93                | 196 pts               |
| 4e                    | Tom Steels            | Belgique              | Mapei-Quick Step               | 188 pts               |
| 5e                    | François Simon        | France                | Crédit agricole                | 186 pts               |
| 6e                    | George Hincapie       | États-Unis            | US Postal Service              | 166 pts               |
| 7e                    | Robbie McEwen         | Australie             | Rabobank                       | 166 pts               |
| 8e                    | Gianpaolo Mondini     | Italie                | Cantina Tollo-Alexia Alluminio | 141 pts               |
| 9e                    | Christophe Moreau     | France                | Festina-Lotus                  | 140 pts               |
| 10e                   | Silvio Martinello     | Italie                | Polti                          | 130 pts               |
| modifier              |                       |                       |                                |                       |

| Classement du meilleur grimpeur | Classement du meilleur grimpeur | Classement du meilleur grimpeur | Classement du meilleur grimpeur | Classement du meilleur grimpeur |
| ------------------------------- | ------------------------------- | ------------------------------- | ------------------------------- | ------------------------------- |
|                                 | Coureur                         | Pays                            | Équipe                          | Point(s)                        |
| 1er                             | Richard Virenque                | France                          | Polti                           | 279 points                      |
| 2e                              | Alberto Elli                    | Italie                          | Deutsche Telekom                | 226 pts                         |
| 3e                              | Mariano Piccoli                 | Italie                          | Lampre-Daikin                   | 205 pts                         |
| 4e                              | Fernando Escartín               | Espagne                         | Kelme-Costa Blanca              | 194 pts                         |
| 5e                              | Lance Armstrong Place vacante   | États-Unis —                    | US Postal Service —             |                                 |
| 6e                              | Alex Zülle                      | Suisse                          | Banesto                         | 152 pts                         |
| 7e                              | José Luis Arrieta               | Espagne                         | Banesto                         | 141 pts                         |
| 8e                              | Laurent Dufaux                  | Suisse                          | Saeco-Cannondale                | 141 pts                         |
| 9e                              | Andrea Peron                    | Italie                          | ONCE-Deutsche Bank              | 138 pts                         |
| 10e                             | Kurt Van De Wouwer              | Belgique                        | Lotto-Mobistar                  | 117 pts                         |
| modifier                        |                                 |                                 |                                 |                                 |

| Classement du meilleur jeune | Classement du meilleur jeune | Classement du meilleur jeune | Classement du meilleur jeune     | Classement du meilleur jeune |
|                              | Coureur                      | Pays                         | Équipe                           | Temps                        |
| ---------------------------- | ---------------------------- | ---------------------------- | -------------------------------- | ---------------------------- |
| 1er                          | Benoît Salmon                | France                       | Casino                           | en 92 h 1 min 15 s           |
| 2e                           | Mario Aerts                  | Belgique                     | Lotto-Mobistar                   | + 10 min 22 s                |
| 3e                           | Francisco Tomás García       | Espagne                      | Vitalicio Seguros-Grupo Generali | + 16 min 32 s                |
| 4e                           | Francisco Mancebo            | Espagne                      | Banesto                          | + 21 min 32 s                |
| 5e                           | Luis Pérez Rodríguez         | Espagne                      | ONCE-Deutsche Bank               | + 23 min 54 s                |
| 6e                           | Salvatore Commesso           | Italie                       | Saeco-Cannondale                 | + 40 min 16 s                |
| 7e                           | Steve De Wolf                | Belgique                     | Cofidis-Le Crédit par Téléphone  | + 42 min 55 s                |
| 8e                           | José Javier Gómez            | Espagne                      | Kelme-Costa Blanca               | + 1 h 16 min 51 s            |
| 9e                           | Rik Verbrugghe               | Belgique                     | Lotto-Mobistar                   | + 1 h 35 min 32 s            |
| 10e                          | Jörg Jaksche                 | Allemagne                    | Deutsche Telekom                 | + 1 h 47 min 45 s            |
| modifier                     |                              |                              |                                  |                              |

| Classement de la combativité | Classement de la combativité | Classement de la combativité | Classement de la combativité | Classement de la combativité |
| ---------------------------- | ---------------------------- | ---------------------------- | ---------------------------- | ---------------------------- |
|                              | Coureur                      | Pays                         | Équipe                       | Point(s)                     |
| 1er                          | Jacky Durand                 | France                       | Lotto-Mobistar               | 61 points                    |
| 2e                           | Stéphane Heulot              | France                       | La Française des Jeux        | 55 pts                       |
| 3e                           | Thierry Gouvenou             | France                       | BigMat-Auber 93              | 51 pts                       |
| 4e                           | Anthony Morin                | France                       | La Française des Jeux        | 46 pts                       |
| 5e                           | François Simon               | France                       | Crédit agricole              | 42 pts                       |
| 6e                           | Fernando Escartín            | Espagne                      | Kelme-Costa Blanca           | 40 pts                       |
| 7e                           | Lylian Lebreton              | France                       | BigMat-Auber 93              | 40 pts                       |
| 8e                           | Frédéric Guesdon             | France                       | La Française des Jeux        | 40 pts                       |
| 9e                           | Alberto Elli                 | Italie                       | Deutsche Telekom             | 39 pts                       |
| 10e                          | Mariano Piccoli              | Italie                       | Lampre-Daikin                | 36 pts                       |
| modifier                     |                              |                              |                              |                              |

#### Classement par équipes
L'équipe espagnole Banesto remporte le classement de la meilleure équipe pour la première fois depuis 1991.
| Classement par équipes | Classement par équipes           | Classement par équipes | Classement par équipes |
|                        | Équipe                           | Pays                   | Temps                  |
| ---------------------- | -------------------------------- | ---------------------- | ---------------------- |
| 1re                    | Banesto                          | Espagne                | en 275 h 5 min 21 s    |
| 2e                     | ONCE-Deutsche Bank               | Espagne                | + 8 min 16 s           |
| 3e                     | Festina-Lotus                    | France                 | + 16 min 13 s          |
| 4e                     | Kelme-Costa Blanca               | Italie                 | + 23 min 48 s          |
| 5e                     | Mapei-Quick Step                 | Belgique               | + 24 min 13 s          |
| 6e                     | Deutsche Telekom                 | Allemagne              | + 41 min 0 s           |
| 7e                     | Vitalicio Seguros-Grupo Generali | Espagne                | + 42 min 44 s          |
| 8e                     | US Postal Service                | États-Unis             | + 57 min 13 s          |
| 9e                     | Cofidis-Le Crédit par Téléphone  | France                 | + 58 min 2 s           |
| 10e                    | Lotto-Mobistar                   | Belgique               | + 1 h 9 min 2 s        |
| modifier               |                                  |                        |                        |

### Évolution des classements
| Étape              | Vainqueur          | Classement général | Classement par points | Classement de la montagne | Classement du meilleur jeune | Classement par équipes | Prix de la combativité | Prix de la combativité |
| Étape              | Vainqueur          | Classement général | Classement par points | Classement de la montagne | Classement du meilleur jeune | Classement par équipes | Étape                  | Leader                 |
| ------------------ | ------------------ | ------------------ | --------------------- | ------------------------- | ---------------------------- | ---------------------- | ---------------------- | ---------------------- |
| P                  | Lance Armstrong    | Lance Armstrong    | Lance Armstrong       | Mariano Piccoli           | Rik Verbrugghe               | US Postal Service      | Non décerné            | Non décerné            |
| 1                  | Jaan Kirsipuu      | Lance Armstrong    | Jaan Kirsipuu         | Mariano Piccoli           | Rik Verbrugghe               | US Postal Service      | Thierry Gouvenou       | Thierry Gouvenou       |
| 2                  | Tom Steels         | Jaan Kirsipuu      | Jaan Kirsipuu         | Mariano Piccoli           | Christian Vande Velde        | US Postal Service      | Jacky Durand           | Thierry Gouvenou       |
| 3                  | Tom Steels         | Jaan Kirsipuu      | Jaan Kirsipuu         | Mariano Piccoli           | Christian Vande Velde        | US Postal Service      | Frédéric Guesdon       | Thierry Gouvenou       |
| 4                  | Mario Cipollini    | Jaan Kirsipuu      | Jaan Kirsipuu         | Mariano Piccoli           | Christian Vande Velde        | US Postal Service      | Gianpaolo Mondini      | Thierry Gouvenou       |
| 5                  | Mario Cipollini    | Jaan Kirsipuu      | Jaan Kirsipuu         | Mariano Piccoli           | Christian Vande Velde        | US Postal Service      | Mariano Piccoli        | Thierry Gouvenou       |
| 6                  | Mario Cipollini    | Jaan Kirsipuu      | Jaan Kirsipuu         | Mariano Piccoli           | Christian Vande Velde        | US Postal Service      | François Simon         | Thierry Gouvenou       |
| 7                  | Mario Cipollini    | Jaan Kirsipuu      | Jaan Kirsipuu         | Mariano Piccoli           | Christian Vande Velde        | US Postal Service      | Lylian Lebreton        | Thierry Gouvenou       |
| 8                  | Lance Armstrong    | Lance Armstrong    | Jaan Kirsipuu         | Mariano Piccoli           | Magnus Bäckstedt             | US Postal Service      | Non décerné            | Thierry Gouvenou       |
| 9                  | Lance Armstrong    | Lance Armstrong    | Stuart O'Grady        | Richard Virenque          | Benoît Salmon                | US Postal Service      | José Luis Arrieta      | Thierry Gouvenou       |
| 10                 | Giuseppe Guerini   | Lance Armstrong    | Stuart O'Grady        | Richard Virenque          | Benoît Salmon                | ONCE-Deutsche Bank     | Stéphane Heulot        | Thierry Gouvenou       |
| 11                 | Ludo Dierckxsens   | Lance Armstrong    | Stuart O'Grady        | Richard Virenque          | Benoît Salmon                | Festina-Lotus          | Rik Verbrugghe         | Thierry Gouvenou       |
| 12                 | David Etxebarria   | Lance Armstrong    | Erik Zabel            | Richard Virenque          | Benoît Salmon                | Festina-Lotus          | Massimiliano Lelli     | Thierry Gouvenou       |
| 13                 | Salvatore Commesso | Lance Armstrong    | Erik Zabel            | Richard Virenque          | Benoît Salmon                | ONCE-Deutsche Bank     | Roland Meier           | Thierry Gouvenou       |
| 14                 | Dimitri Konyshev   | Lance Armstrong    | Erik Zabel            | Richard Virenque          | Benoît Salmon                | Festina-Lotus          | Jacky Durand           | Jacky Durand           |
| 15                 | Fernando Escartín  | Lance Armstrong    | Erik Zabel            | Richard Virenque          | Benoît Salmon                | Banesto                | Fernando Escartín      | Jacky Durand           |
| 16                 | David Etxebarria   | Lance Armstrong    | Erik Zabel            | Richard Virenque          | Benoît Salmon                | Banesto                | Pavel Tonkov           | Jacky Durand           |
| 17                 | Tom Steels         | Lance Armstrong    | Erik Zabel            | Richard Virenque          | Benoît Salmon                | Banesto                | Carlos Da Cruz         | Jacky Durand           |
| 18                 | Gianpaolo Mondini  | Lance Armstrong    | Erik Zabel            | Richard Virenque          | Benoît Salmon                | Banesto                | Frédéric Bessy         | Jacky Durand           |
| 19                 | Lance Armstrong    | Lance Armstrong    | Erik Zabel            | Richard Virenque          | Benoît Salmon                | Banesto                | Non décerné            | Jacky Durand           |
| 20                 | Robbie McEwen      | Lance Armstrong    | Erik Zabel            | Richard Virenque          | Benoît Salmon                | Banesto                | Anthony Morin          | Jacky Durand           |
| Classements finals | Classements finals | Lance Armstrong    | Erik Zabel            | Richard Virenque          | Benoît Salmon                | Banesto                | Jacky Durand           | Jacky Durand           |

## Liste des coureurs
| Légende                             | Légende                                                                                         | Légende                                | Légende                                                                                                  |
| ----------------------------------- | ----------------------------------------------------------------------------------------------- | -------------------------------------- | --- |
| Num                                 | Dossard de départ porté par le coureur sur ce Tour de France                                    | Pos                                    | Position finale au classement général                                                                    |
| Leader du classement général        | Indique le vainqueur du classement général                                                      | Leader du classement par points        | Indique le vainqueur du classement par points                                                            |
| Leader du classement de la montagne | Indique le vainqueur du classement de la montagne                                               | Leader du classement du meilleur jeune | Indique le vainqueur du classement du meilleur jeune                                                     |
| Meilleure équipe                    | Indique la meilleure équipe                                                                     | Super combatif                         | Indique le super combatif                                                                                |
|                                     | Indique un maillot de champion national ou mondial, suivi de sa spécialité                      | NP                                     | Indique un coureur qui n'a pas pris le départ d'une étape, suivi du numéro de l'étape où il s'est retiré |
| AB                                  | Indique un coureur qui n'a pas terminé une étape, suivi du numéro de l'étape où il s'est retiré | HD                                     | Indique un coureur qui a terminé une étape hors des délais, suivi du numéro de l'étape                   |
| EX                                  | Coureur exclu pour non-respect du règlement, suivi du numéro de l'étape                         | *                                      | Indique un coureur en lice pour le classement du meilleur jeune (coureurs nés après le 1er janvier 1974) |

| Cofidis-Le Crédit par Téléphone COF | Cofidis-Le Crédit par Téléphone COF | Cofidis-Le Crédit par Téléphone COF |
| ----------------------------------- | ----------------------------------- | ----------------------------------- |
| Num                                 | Coureur                             | Pos                                 |
| 1                                   | Bobby Julich (USA)                  | AB-8                                |
| 2                                   | Steve De Wolf (BEL)                 | 41e                                 |
| 3                                   | Laurent Desbiens (FRA)              | 100e                                |
| 4                                   | Peter Farazijn (BEL)                | 63e                                 |
| 5                                   | Claude Lamour (FRA)                 | 117e                                |
| 6                                   | Massimiliano Lelli (ITA)            | 49e                                 |
| 7                                   | Thierry Loder (FRA)                 | 139e                                |
| 8                                   | Roland Meier (SUI)                  | 15e                                 |
| 9                                   | Christophe Rinero (FRA)             | 79e                                 |

| Mercatone Uno-Bianchi ___ | Mercatone Uno-Bianchi ___     | Mercatone Uno-Bianchi ___ |
| ------------------------- | ----------------------------- | ------------------------- |
| Num                       | Coureur                       | Pos                       |
| 11                        | Stefano Garzelli (ITA)        | 32e                       |
| 12                        | Marco Artunghi (ITA)          | AB-14                     |
| 13                        | Sergio Barbero (ITA)          | 124e                      |
| 14                        | Roberto Conti (ITA)           | AB-9                      |
| 15                        | Michele Coppolillo (ITA)      | AB-9                      |
| 16                        | Marco Fincato (ITA)           | 53e                       |
| 17                        | Riccardo Forconi (ITA)        | 87e                       |
| 18                        | Dimitri Konyshev (RUS)        | 62e                       |
| 19                        | Massimiliano Napolitano (ITA) | 134e                      |

| Deutsche Telekom ___ | Deutsche Telekom ___    | Deutsche Telekom ___ |
| -------------------- | ----------------------- | -------------------- |
| Num                  | Coureur                 | Pos                  |
| 21                   | Erik Zabel (GER)        | 89e                  |
| 22                   | Udo Bölts (GER) (route) | 40e                  |
| 23                   | Alberto Elli (ITA)      | 17e                  |
| 24                   | Giuseppe Guerini (ITA)  | 22e                  |
| 25                   | Kai Hundertmarck (GER)  | 110e                 |
| 26                   | Jörg Jaksche (GER)      | 80e                  |
| 27                   | Jan Schaffrath (GER)    | 136e                 |
| 28                   | Georg Totschnig (AUT)   | 20e                  |
| 29                   | Steffen Wesemann (GER)  | 73e                  |

| Mapei-Quick Step MAP | Mapei-Quick Step MAP         | Mapei-Quick Step MAP |
| -------------------- | ---------------------------- | -------------------- |
| Num                  | Coureur                      | Pos                  |
| 31                   | Pavel Tonkov (RUS)           | NP-17                |
| 32                   | Davide Bramati (ITA)         | 103e                 |
| 33                   | Gianni Faresin (ITA)         | 23e                  |
| 34                   | Manuel Fernández Ginés (ESP) | 49e                  |
| 35                   | Paolo Lanfranchi (ITA)       | 18e                  |
| 36                   | Bart Leysen (BEL)            | 133e                 |
| 37                   | Axel Merckx (BEL)            | AB-10                |
| 38                   | Daniele Nardello (ITA)       | 7e                   |
| 39                   | Tom Steels (BEL)             | 104e                 |

| Rabobank RAB | Rabobank RAB                     | Rabobank RAB |
| ------------ | -------------------------------- | ------------ |
| Num          | Coureur                          | Pos          |
| 41           | Michael Boogerd (NED)            | 56e          |
| 42           | Erik Dekker (NED)                | 107e         |
| 43           | Maarten den Bakker (NED) (route) | 84e          |
| 44           | Patrick Jonker (AUS)             | 97e          |
| 45           | Marc Lotz (NED)                  | 72e          |
| 46           | Robbie McEwen (AUS)              | 122e         |
| 47           | Léon van Bon (NED)               | AB-10        |
| 48           | Marc Wauters (BEL)               | AB-2         |
| 49           | Beat Zberg (SUI)                 | 109e         |

| ONCE-Deutsche Bank ONC | ONCE-Deutsche Bank ONC     | ONCE-Deutsche Bank ONC |
| ---------------------- | -------------------------- | ---------------------- |
| Num                    | Coureur                    | Pos                    |
| 51                     | Abraham Olano (ESP)        | 6e                     |
| 52                     | Rafael Díaz Justo (ESP)    | 58e                    |
| 53                     | David Etxebarria (ESP)     | 12e                    |
| 54                     | Marcelino García (ESP)     | AB-5                   |
| 55                     | Santos González (ESP)      | 61e                    |
| 56                     | Luis Pérez Rodríguez (ESP) | 29e                    |
| 57                     | Andrea Peron (ITA)         | 10e                    |
| 58                     | José Luis Rebollo (ESP)    | 75e                    |
| 59                     | Marcos Serrano (ESP)       | 25e                    |

| Polti PLT | Polti PLT               | Polti PLT |
| --------- | ----------------------- | --------- |
| Num       | Coureur                 | Pos       |
| 61        | Ivan Gotti (ITA)        | AB-12     |
| 62        | Rossano Brasi (ITA)     | 127e      |
| 63        | Stefano Cattai (ITA)    | 66e       |
| 64        | Mirko Crepaldi (ITA)    | 120e      |
| 65        | Stéphane Goubert (FRA)  | 74e       |
| 66        | Silvio Martinello (ITA) | 114e      |
| 67        | Oscar Pelliccioli (ITA) | AB-14     |
| 68        | Fabio Sacchi (ITA)      | 99e       |
| 69        | Richard Virenque (FRA)  | 8e        |

| Saeco-Cannondale SAE | Saeco-Cannondale SAE      | Saeco-Cannondale SAE |
| -------------------- | ------------------------- | -------------------- |
| Num                  | Coureur                   | Pos                  |
| 71                   | Mario Cipollini (ITA)     | AB-9                 |
| 72                   | Giuseppe Calcaterra (ITA) | NP-15                |
| 73                   | Salvatore Commesso (ITA)  | 38e                  |
| 74                   | Laurent Dufaux (SUI)      | 4e                   |
| 75                   | Gian Matteo Fagnini (ITA) | AB-9                 |
| 76                   | Armin Meier (SUI)         | 31e                  |
| 77                   | Paolo Savoldelli (ITA)    | AB-10                |
| 78                   | Mario Scirea (ITA)        | NP-15                |
| 79                   | Francesco Secchiari (ITA) | AB-15                |

| Lotto-Mobistar ___ | Lotto-Mobistar ___        | Lotto-Mobistar ___ |
| ------------------ | ------------------------- | ------------------ |
| Num                | Coureur                   | Pos                |
| 81                 | Mario Aerts (BEL)         | 21e                |
| 82                 | Fabien De Waele (BEL)     | 108e               |
| 83                 | Sébastien Demarbaix (BEL) | 130e               |
| 84                 | Jacky Durand (FRA)        | 141e               |
| 85                 | Thierry Marichal (BEL)    | 128e               |
| 86                 | Kurt Van de Wouwer (BEL)  | 11e                |
| 87                 | Rik Verbrugghe (BEL)      | 71e                |
| 88                 | Geert Verheyen (BEL)      | 45e                |
| 89                 | Peter Wuyts (BEL)         | 112e               |

| Casino ___ | Casino ___                 | Casino ___ |
| ---------- | -------------------------- | ---------- |
| Num        | Coureur                    | Pos        |
| 91         | Alexandre Vinokourov (KAZ) | 35e        |
| 92         | Stéphane Barthe (FRA)      | AB-15      |
| 93         | Frédéric Bessy (FRA)       | 42e        |
| 94         | Pascal Chanteur (FRA)      | 91e        |
| 95         | Fabrice Gougot (FRA)       | 69e        |
| 96         | Jaan Kirsipuu (EST)        | AB-9       |
| 97         | Gilles Maignan (FRA)       | 82e        |
| 98         | Christophe Oriol (FRA)     | 67e        |
| 99         | Benoît Salmon (FRA)        | 16e        |

| Lampre-Daikin LAM | Lampre-Daikin LAM         | Lampre-Daikin LAM |
| ----------------- | ------------------------- | ----------------- |
| Num               | Coureur                   | Pos               |
| 101               | Marco Serpellini (ITA)    | 55e               |
| 102               | Raivis Belohvoščiks (LAT) | AB-10             |
| 103               | Ludo Dierckxsens (BEL)    | NP-15             |
| 104               | Pavel Padrnos (CZE)       | AB-10             |
| 105               | Mariano Piccoli (ITA)     | 50e               |
| 106               | Marco Pinotti (ITA)       | 113e              |
| 107               | Zbigniew Spruch (POL)     | NP-10             |
| 108               | Ján Svorada (CZE)         | AB-10             |
| 109               | Johan Verstrepen (BEL)    | AB-12             |

| Kelme-Costa Blanca KEL | Kelme-Costa Blanca KEL         | Kelme-Costa Blanca KEL |
| ---------------------- | ------------------------------ | ---------------------- |
| Num                    | Coureur                        | Pos                    |
| 111                    | Fernando Escartín (ESP)        | 3e                     |
| 112                    | José Castelblanco (COL)        | 37e                    |
| 113                    | Carlos Alberto Contreras (COL) | 19e                    |
| 114                    | Juan José de los Ángeles (ESP) | 129e                   |
| 115                    | José Javier Gómez (ESP)        | 59e                    |
| 116                    | Javier Otxoa (ESP)             | 86e                    |
| 117                    | Javier Pascual Llorente (ESP)  | AB-3                   |
| 118                    | Javier Pascual Rodríguez (ESP) | 33e                    |
| 119                    | José Ángel Vidal (ESP)         | 101e                   |

| Vitalicio Seguros-Grupo Generali VIT | Vitalicio Seguros-Grupo Generali VIT | Vitalicio Seguros-Grupo Generali VIT |
| ------------------------------------ | ------------------------------------ | ------------------------------------ |
| Num                                  | Coureur                              | Pos                                  |
| 121                                  | Ángel Casero (ESP)                   | 5e                                   |
| 122                                  | Elio Aggiano (ITA)                   | 92e                                  |
| 123                                  | Hernán Buenahora (COL)               | 64e                                  |
| 124                                  | Francisco Cerezo (ESP)               | 47e                                  |
| 125                                  | Francisco Tomás García (ESP)         | 26e                                  |
| 126                                  | Álvaro González de Galdeano (ESP)    | 24e                                  |
| 127                                  | Pedro Horrillo (ESP)                 | 135e                                 |
| 128                                  | Prudencio Indurain (ESP)             | 76e                                  |
| 129                                  | Ginés Salmerón (ESP)                 | AB-9                                 |

| Crédit Agricole C.A | Crédit Agricole C.A     | Crédit Agricole C.A |
| ------------------- | ----------------------- | ------------------- |
| Num                 | Coureur                 | Pos                 |
| 131                 | François Simon (FRA)    | 30e                 |
| 132                 | Magnus Bäckstedt (SWE)  | AB-12               |
| 133                 | Chris Boardman (GBR)    | 119e                |
| 134                 | Sébastien Hinault (FRA) | 123e                |
| 135                 | Anthony Langella (FRA)  | 132e                |
| 136                 | Stuart O'Grady (AUS)    | 94e                 |
| 137                 | Cédric Vasseur (FRA)    | 83e                 |
| 138                 | Henk Vogels (AUS)       | 121e                |
| 139                 | Jens Voigt (GER)        | 60e                 |

| Festina-Lotus FES | Festina-Lotus FES       | Festina-Lotus FES |
| ----------------- | ----------------------- | ----------------- |
| Num               | Coureur                 | Pos               |
| 141               | Wladimir Belli (ITA)    | 9e                |
| 142               | Laurent Brochard (FRA)  | 77e               |
| 143               | Jaime Hernández (ESP)   | 102e              |
| 144               | Rolf Huser (SUI)        | 118e              |
| 145               | Fabian Jeker (SUI)      | 57e               |
| 146               | Laurent Lefèvre (FRA)   | 88e               |
| 147               | Laurent Madouas (FRA)   | 44e               |
| 148               | Christophe Moreau (FRA) | 27e               |
| 149               | Didier Rous (FRA)       | AB-15             |

| La Française des jeux FDJ | La Française des jeux FDJ | La Française des jeux FDJ |
| ------------------------- | ------------------------- | ------------------------- |
| Num                       | Coureur                   | Pos                       |
| 151                       | Jean-Cyril Robin (FRA)    | 52e                       |
| 152                       | Christophe Bassons (FRA)  | NP-12                     |
| 153                       | Jimmy Casper (FRA)        | NP-9                      |
| 154                       | Frédéric Guesdon (FRA)    | 106e                      |
| 155                       | Stéphane Heulot (FRA)     | 14e                       |
| 156                       | Christophe Mengin (FRA)   | 70e                       |
| 157                       | Lars Michaelsen (DEN)     | 116e                      |
| 158                       | Anthony Morin (FRA)       | 105e                      |
| 159                       | Damien Nazon (FRA)        | HD-15                     |

| Banesto BAN | Banesto BAN                      | Banesto BAN |
| ----------- | -------------------------------- | ----------- |
| Num         | Coureur                          | Pos         |
| 161         | Alex Zülle (SUI)                 | 2e          |
| 162         | José Luis Arrieta (ESP)          | 46e         |
| 163         | Manuel Beltrán (ESP)             | NP-16       |
| 164         | José Vicente García Acosta (ESP) | 68e         |
| 165         | Francisco Mancebo (ESP)          | 28e         |
| 166         | David Navas (ESP)                | 98e         |
| 167         | Jon Odriozola (ESP)              | 54e         |
| 168         | Miguel Ángel Peña (ESP)          | 43e         |
| 169         | César Solaun (ESP)               | 39e         |

| Cantina Tollo-Alexia Alluminio CTA | Cantina Tollo-Alexia Alluminio CTA | Cantina Tollo-Alexia Alluminio CTA |
| ---------------------------------- | ---------------------------------- | ---------------------------------- |
| Num                                | Coureur                            | Pos                                |
| 171                                | Bo Hamburger (DEN)                 | AB-15                              |
| 172                                | Alessandro Baronti (ITA)           | 138e                               |
| 173                                | Gabriele Colombo (ITA)             | 125e                               |
| 174                                | Moreno Di Biase (ITA)              | AB-11                              |
| 175                                | Massimo Giunti (ITA)               | 95e                                |
| 176                                | Marcus Ljungqvist (SWE)            | 131e                               |
| 177                                | Luca Mazzanti (ITA)                | 137e                               |
| 178                                | Nicola Minali (ITA)                | NP-9                               |
| 179                                | Gianpaolo Mondini (ITA)            | 81e                                |

| US Postal Service USP | US Postal Service USP       | US Postal Service USP |
| --------------------- | --------------------------- | --------------------- |
| Num                   | Coureur                     | Pos                   |
| 181                   | Lance Armstrong (USA)       | 1er                   |
| 182                   | Frankie Andreu (USA)        | 65e                   |
| 183                   | Pascal Deramé (FRA)         | 140e                  |
| 184                   | Tyler Hamilton (USA)        | 13e                   |
| 185                   | George Hincapie (USA)       | 78e                   |
| 186                   | Kevin Livingston (USA)      | 36e                   |
| 187                   | Peter Meinert-Nielsen (DEN) | NP-13                 |
| 188                   | Christian Vande Velde (USA) | 85e                   |
| 189                   | Jonathan Vaughters (USA)    | AB-2                  |

| BigMat-Auber 93 BIG | BigMat-Auber 93 BIG       | BigMat-Auber 93 BIG |
| ------------------- | ------------------------- | ------------------- |
| Num                 | Coureur                   | Pos                 |
| 191                 | Ludovic Auger (FRA)       | 111e                |
| 192                 | Thierry Bourguignon (FRA) | 48e                 |
| 193                 | Christophe Capelle (FRA)  | 115e                |
| 194                 | Carlos Da Cruz (FRA)      | 126e                |
| 195                 | Thierry Gouvenou (FRA)    | 96e                 |
| 196                 | Lylian Lebreton (FRA)     | 51e                 |
| 197                 | Dominique Rault (FRA)     | 90e                 |
| 198                 | Alexei Sivakov (RUS)      | 93e                 |
| 199                 | Jay Sweet (AUS)           | HD-15               |

| Cofidis-Le Crédit par Téléphone COF | Cofidis-Le Crédit par Téléphone COF | Cofidis-Le Crédit par Téléphone COF |
| ----------------------------------- | ----------------------------------- | ----------------------------------- |
| Num                                 | Coureur                             | Pos                                 |
| 1                                   | Bobby Julich (USA)                  | AB-8                                |
| 2                                   | Steve De Wolf (BEL)                 | 41e                                 |
| 3                                   | Laurent Desbiens (FRA)              | 100e                                |
| 4                                   | Peter Farazijn (BEL)                | 63e                                 |
| 5                                   | Claude Lamour (FRA)                 | 117e                                |
| 6                                   | Massimiliano Lelli (ITA)            | 49e                                 |
| 7                                   | Thierry Loder (FRA)                 | 139e                                |
| 8                                   | Roland Meier (SUI)                  | 15e                                 |
| 9                                   | Christophe Rinero (FRA)             | 79e                                 |

| Mercatone Uno-Bianchi ___ | Mercatone Uno-Bianchi ___     | Mercatone Uno-Bianchi ___ |
| ------------------------- | ----------------------------- | ------------------------- |
| Num                       | Coureur                       | Pos                       |
| 11                        | Stefano Garzelli (ITA)        | 32e                       |
| 12                        | Marco Artunghi (ITA)          | AB-14                     |
| 13                        | Sergio Barbero (ITA)          | 124e                      |
| 14                        | Roberto Conti (ITA)           | AB-9                      |
| 15                        | Michele Coppolillo (ITA)      | AB-9                      |
| 16                        | Marco Fincato (ITA)           | 53e                       |
| 17                        | Riccardo Forconi (ITA)        | 87e                       |
| 18                        | Dimitri Konyshev (RUS)        | 62e                       |
| 19                        | Massimiliano Napolitano (ITA) | 134e                      |

| Deutsche Telekom ___ | Deutsche Telekom ___    | Deutsche Telekom ___ |
| -------------------- | ----------------------- | -------------------- |
| Num                  | Coureur                 | Pos                  |
| 21                   | Erik Zabel (GER)        | 89e                  |
| 22                   | Udo Bölts (GER) (route) | 40e                  |
| 23                   | Alberto Elli (ITA)      | 17e                  |
| 24                   | Giuseppe Guerini (ITA)  | 22e                  |
| 25                   | Kai Hundertmarck (GER)  | 110e                 |
| 26                   | Jörg Jaksche (GER)      | 80e                  |
| 27                   | Jan Schaffrath (GER)    | 136e                 |
| 28                   | Georg Totschnig (AUT)   | 20e                  |
| 29                   | Steffen Wesemann (GER)  | 73e                  |

| Mapei-Quick Step MAP | Mapei-Quick Step MAP         | Mapei-Quick Step MAP |
| -------------------- | ---------------------------- | -------------------- |
| Num                  | Coureur                      | Pos                  |
| 31                   | Pavel Tonkov (RUS)           | NP-17                |
| 32                   | Davide Bramati (ITA)         | 103e                 |
| 33                   | Gianni Faresin (ITA)         | 23e                  |
| 34                   | Manuel Fernández Ginés (ESP) | 49e                  |
| 35                   | Paolo Lanfranchi (ITA)       | 18e                  |
| 36                   | Bart Leysen (BEL)            | 133e                 |
| 37                   | Axel Merckx (BEL)            | AB-10                |
| 38                   | Daniele Nardello (ITA)       | 7e                   |
| 39                   | Tom Steels (BEL)             | 104e                 |

| Rabobank RAB | Rabobank RAB                     | Rabobank RAB |
| ------------ | -------------------------------- | ------------ |
| Num          | Coureur                          | Pos          |
| 41           | Michael Boogerd (NED)            | 56e          |
| 42           | Erik Dekker (NED)                | 107e         |
| 43           | Maarten den Bakker (NED) (route) | 84e          |
| 44           | Patrick Jonker (AUS)             | 97e          |
| 45           | Marc Lotz (NED)                  | 72e          |
| 46           | Robbie McEwen (AUS)              | 122e         |
| 47           | Léon van Bon (NED)               | AB-10        |
| 48           | Marc Wauters (BEL)               | AB-2         |
| 49           | Beat Zberg (SUI)                 | 109e         |

| ONCE-Deutsche Bank ONC | ONCE-Deutsche Bank ONC     | ONCE-Deutsche Bank ONC |
| ---------------------- | -------------------------- | ---------------------- |
| Num                    | Coureur                    | Pos                    |
| 51                     | Abraham Olano (ESP)        | 6e                     |
| 52                     | Rafael Díaz Justo (ESP)    | 58e                    |
| 53                     | David Etxebarria (ESP)     | 12e                    |
| 54                     | Marcelino García (ESP)     | AB-5                   |
| 55                     | Santos González (ESP)      | 61e                    |
| 56                     | Luis Pérez Rodríguez (ESP) | 29e                    |
| 57                     | Andrea Peron (ITA)         | 10e                    |
| 58                     | José Luis Rebollo (ESP)    | 75e                    |
| 59                     | Marcos Serrano (ESP)       | 25e                    |

| Polti PLT | Polti PLT               | Polti PLT |
| --------- | ----------------------- | --------- |
| Num       | Coureur                 | Pos       |
| 61        | Ivan Gotti (ITA)        | AB-12     |
| 62        | Rossano Brasi (ITA)     | 127e      |
| 63        | Stefano Cattai (ITA)    | 66e       |
| 64        | Mirko Crepaldi (ITA)    | 120e      |
| 65        | Stéphane Goubert (FRA)  | 74e       |
| 66        | Silvio Martinello (ITA) | 114e      |
| 67        | Oscar Pelliccioli (ITA) | AB-14     |
| 68        | Fabio Sacchi (ITA)      | 99e       |
| 69        | Richard Virenque (FRA)  | 8e        |

| Saeco-Cannondale SAE | Saeco-Cannondale SAE      | Saeco-Cannondale SAE |
| -------------------- | ------------------------- | -------------------- |
| Num                  | Coureur                   | Pos                  |
| 71                   | Mario Cipollini (ITA)     | AB-9                 |
| 72                   | Giuseppe Calcaterra (ITA) | NP-15                |
| 73                   | Salvatore Commesso (ITA)  | 38e                  |
| 74                   | Laurent Dufaux (SUI)      | 4e                   |
| 75                   | Gian Matteo Fagnini (ITA) | AB-9                 |
| 76                   | Armin Meier (SUI)         | 31e                  |
| 77                   | Paolo Savoldelli (ITA)    | AB-10                |
| 78                   | Mario Scirea (ITA)        | NP-15                |
| 79                   | Francesco Secchiari (ITA) | AB-15                |

| Lotto-Mobistar ___ | Lotto-Mobistar ___        | Lotto-Mobistar ___ |
| ------------------ | ------------------------- | ------------------ |
| Num                | Coureur                   | Pos                |
| 81                 | Mario Aerts (BEL)         | 21e                |
| 82                 | Fabien De Waele (BEL)     | 108e               |
| 83                 | Sébastien Demarbaix (BEL) | 130e               |
| 84                 | Jacky Durand (FRA)        | 141e               |
| 85                 | Thierry Marichal (BEL)    | 128e               |
| 86                 | Kurt Van de Wouwer (BEL)  | 11e                |
| 87                 | Rik Verbrugghe (BEL)      | 71e                |
| 88                 | Geert Verheyen (BEL)      | 45e                |
| 89                 | Peter Wuyts (BEL)         | 112e               |

| Casino ___ | Casino ___                 | Casino ___ |
| ---------- | -------------------------- | ---------- |
| Num        | Coureur                    | Pos        |
| 91         | Alexandre Vinokourov (KAZ) | 35e        |
| 92         | Stéphane Barthe (FRA)      | AB-15      |
| 93         | Frédéric Bessy (FRA)       | 42e        |
| 94         | Pascal Chanteur (FRA)      | 91e        |
| 95         | Fabrice Gougot (FRA)       | 69e        |
| 96         | Jaan Kirsipuu (EST)        | AB-9       |
| 97         | Gilles Maignan (FRA)       | 82e        |
| 98         | Christophe Oriol (FRA)     | 67e        |
| 99         | Benoît Salmon (FRA)        | 16e        |

| Lampre-Daikin LAM | Lampre-Daikin LAM         | Lampre-Daikin LAM |
| ----------------- | ------------------------- | ----------------- |
| Num               | Coureur                   | Pos               |
| 101               | Marco Serpellini (ITA)    | 55e               |
| 102               | Raivis Belohvoščiks (LAT) | AB-10             |
| 103               | Ludo Dierckxsens (BEL)    | NP-15             |
| 104               | Pavel Padrnos (CZE)       | AB-10             |
| 105               | Mariano Piccoli (ITA)     | 50e               |
| 106               | Marco Pinotti (ITA)       | 113e              |
| 107               | Zbigniew Spruch (POL)     | NP-10             |
| 108               | Ján Svorada (CZE)         | AB-10             |
| 109               | Johan Verstrepen (BEL)    | AB-12             |

| Kelme-Costa Blanca KEL | Kelme-Costa Blanca KEL         | Kelme-Costa Blanca KEL |
| ---------------------- | ------------------------------ | ---------------------- |
| Num                    | Coureur                        | Pos                    |
| 111                    | Fernando Escartín (ESP)        | 3e                     |
| 112                    | José Castelblanco (COL)        | 37e                    |
| 113                    | Carlos Alberto Contreras (COL) | 19e                    |
| 114                    | Juan José de los Ángeles (ESP) | 129e                   |
| 115                    | José Javier Gómez (ESP)        | 59e                    |
| 116                    | Javier Otxoa (ESP)             | 86e                    |
| 117                    | Javier Pascual Llorente (ESP)  | AB-3                   |
| 118                    | Javier Pascual Rodríguez (ESP) | 33e                    |
| 119                    | José Ángel Vidal (ESP)         | 101e                   |

| Vitalicio Seguros-Grupo Generali VIT | Vitalicio Seguros-Grupo Generali VIT | Vitalicio Seguros-Grupo Generali VIT |
| ------------------------------------ | ------------------------------------ | ------------------------------------ |
| Num                                  | Coureur                              | Pos                                  |
| 121                                  | Ángel Casero (ESP)                   | 5e                                   |
| 122                                  | Elio Aggiano (ITA)                   | 92e                                  |
| 123                                  | Hernán Buenahora (COL)               | 64e                                  |
| 124                                  | Francisco Cerezo (ESP)               | 47e                                  |
| 125                                  | Francisco Tomás García (ESP)         | 26e                                  |
| 126                                  | Álvaro González de Galdeano (ESP)    | 24e                                  |
| 127                                  | Pedro Horrillo (ESP)                 | 135e                                 |
| 128                                  | Prudencio Indurain (ESP)             | 76e                                  |
| 129                                  | Ginés Salmerón (ESP)                 | AB-9                                 |

| Crédit Agricole C.A | Crédit Agricole C.A     | Crédit Agricole C.A |
| ------------------- | ----------------------- | ------------------- |
| Num                 | Coureur                 | Pos                 |
| 131                 | François Simon (FRA)    | 30e                 |
| 132                 | Magnus Bäckstedt (SWE)  | AB-12               |
| 133                 | Chris Boardman (GBR)    | 119e                |
| 134                 | Sébastien Hinault (FRA) | 123e                |
| 135                 | Anthony Langella (FRA)  | 132e                |
| 136                 | Stuart O'Grady (AUS)    | 94e                 |
| 137                 | Cédric Vasseur (FRA)    | 83e                 |
| 138                 | Henk Vogels (AUS)       | 121e                |
| 139                 | Jens Voigt (GER)        | 60e                 |

| Festina-Lotus FES | Festina-Lotus FES       | Festina-Lotus FES |
| ----------------- | ----------------------- | ----------------- |
| Num               | Coureur                 | Pos               |
| 141               | Wladimir Belli (ITA)    | 9e                |
| 142               | Laurent Brochard (FRA)  | 77e               |
| 143               | Jaime Hernández (ESP)   | 102e              |
| 144               | Rolf Huser (SUI)        | 118e              |
| 145               | Fabian Jeker (SUI)      | 57e               |
| 146               | Laurent Lefèvre (FRA)   | 88e               |
| 147               | Laurent Madouas (FRA)   | 44e               |
| 148               | Christophe Moreau (FRA) | 27e               |
| 149               | Didier Rous (FRA)       | AB-15             |

| La Française des jeux FDJ | La Française des jeux FDJ | La Française des jeux FDJ |
| ------------------------- | ------------------------- | ------------------------- |
| Num                       | Coureur                   | Pos                       |
| 151                       | Jean-Cyril Robin (FRA)    | 52e                       |
| 152                       | Christophe Bassons (FRA)  | NP-12                     |
| 153                       | Jimmy Casper (FRA)        | NP-9                      |
| 154                       | Frédéric Guesdon (FRA)    | 106e                      |
| 155                       | Stéphane Heulot (FRA)     | 14e                       |
| 156                       | Christophe Mengin (FRA)   | 70e                       |
| 157                       | Lars Michaelsen (DEN)     | 116e                      |
| 158                       | Anthony Morin (FRA)       | 105e                      |
| 159                       | Damien Nazon (FRA)        | HD-15                     |

| Banesto BAN | Banesto BAN                      | Banesto BAN |
| ----------- | -------------------------------- | ----------- |
| Num         | Coureur                          | Pos         |
| 161         | Alex Zülle (SUI)                 | 2e          |
| 162         | José Luis Arrieta (ESP)          | 46e         |
| 163         | Manuel Beltrán (ESP)             | NP-16       |
| 164         | José Vicente García Acosta (ESP) | 68e         |
| 165         | Francisco Mancebo (ESP)          | 28e         |
| 166         | David Navas (ESP)                | 98e         |
| 167         | Jon Odriozola (ESP)              | 54e         |
| 168         | Miguel Ángel Peña (ESP)          | 43e         |
| 169         | César Solaun (ESP)               | 39e         |

| Cantina Tollo-Alexia Alluminio CTA | Cantina Tollo-Alexia Alluminio CTA | Cantina Tollo-Alexia Alluminio CTA |
| ---------------------------------- | ---------------------------------- | ---------------------------------- |
| Num                                | Coureur                            | Pos                                |
| 171                                | Bo Hamburger (DEN)                 | AB-15                              |
| 172                                | Alessandro Baronti (ITA)           | 138e                               |
| 173                                | Gabriele Colombo (ITA)             | 125e                               |
| 174                                | Moreno Di Biase (ITA)              | AB-11                              |
| 175                                | Massimo Giunti (ITA)               | 95e                                |
| 176                                | Marcus Ljungqvist (SWE)            | 131e                               |
| 177                                | Luca Mazzanti (ITA)                | 137e                               |
| 178                                | Nicola Minali (ITA)                | NP-9                               |
| 179                                | Gianpaolo Mondini (ITA)            | 81e                                |

| US Postal Service USP | US Postal Service USP       | US Postal Service USP |
| --------------------- | --------------------------- | --------------------- |
| Num                   | Coureur                     | Pos                   |
| 181                   | Lance Armstrong (USA)       | 1er                   |
| 182                   | Frankie Andreu (USA)        | 65e                   |
| 183                   | Pascal Deramé (FRA)         | 140e                  |
| 184                   | Tyler Hamilton (USA)        | 13e                   |
| 185                   | George Hincapie (USA)       | 78e                   |
| 186                   | Kevin Livingston (USA)      | 36e                   |
| 187                   | Peter Meinert-Nielsen (DEN) | NP-13                 |
| 188                   | Christian Vande Velde (USA) | 85e                   |
| 189                   | Jonathan Vaughters (USA)    | AB-2                  |

| BigMat-Auber 93 BIG | BigMat-Auber 93 BIG       | BigMat-Auber 93 BIG |
| ------------------- | ------------------------- | ------------------- |
| Num                 | Coureur                   | Pos                 |
| 191                 | Ludovic Auger (FRA)       | 111e                |
| 192                 | Thierry Bourguignon (FRA) | 48e                 |
| 193                 | Christophe Capelle (FRA)  | 115e                |
| 194                 | Carlos Da Cruz (FRA)      | 126e                |
| 195                 | Thierry Gouvenou (FRA)    | 96e                 |
| 196                 | Lylian Lebreton (FRA)     | 51e                 |
| 197                 | Dominique Rault (FRA)     | 90e                 |
| 198                 | Alexei Sivakov (RUS)      | 93e                 |
| 199                 | Jay Sweet (AUS)           | HD-15               |